# اوسیس (یوتا)
اوسیس (به انگلیسی: Oasis) یک منطقهٔ مسکونی در ایالات متحده آمریکا است که در شهرستان میلارد، یوتا واقع شده‌است. اوسیس ۷۵ نفر جمعیت دارد و ۱٬۳۹۹٫۰۵ متر بالاتر از سطح دریا واقع شده‌است.